# Huvitus
Huvitus är en äppelsort vars ursprung är Finland. Äpplet är relativt litet, och dess skal som mestadels har en grönaktig färg, är torrt och tjockt. Köttet på äpplet är fast, mört, saftigt, och har en sötsyrlig smak. Huvitus mognar i augusti och har därefter en kort hållbarhet. I Sverige odlas Huvitus gynnsammast i zon 1-5.